# Einlieger
Einlieger bezeichnete noch Anfang des 20. Jahrhunderts jemanden, der kein eigenes Haus besitzt und deshalb zur Miete wohnt. Der Begriff entstand über grundbesitzlose Landarbeiter, die sich bei Bauern einmieteten und dafür arbeiteten. Auch die Begriffe Beilieger oder Beisasse (die im Gegensatz zu den Einsassen keine selbstständigen Hofstätten bewirtschafteten), Inman oder Insasse waren regional für Einlieger üblich. In Westfalen – gerade in Ostwestfalen – findet sich bis ins 19. Jahrhundert auch der Begriff der Hussenten.
Einlieger hatten keinen Anteil am Gemeindevermögen und am Genuss der Gemeindebesitzungen, mussten jedoch Gemeindelasten mittragen.

### Alte Werke
- Adelung: Grammatisch-kritisches Wörterbuch der Hochdeutschen Mundart, Band 1. Leipzig 1793
- Meyers Großes Konversations-Lexikon, Band 5. Leipzig 1906
- Brockhaus Bilder-Conversations-Lexikon, Band 1. Leipzig 1837
- Amts-Berufs und Standesbezeichnungen aus Altpreußen, Königsberg 1938